# Jean des Bandes Noires
Pour les autres membres de la famille, voir Maison de Médicis.
Pour les articles homonymes, voir Giovanni delle Bande Nere (homonymie).
Jean de Médicis, dit Jean des Bandes Noires, en italien Giovanni delle Bande Nere, né à Forlì le 6 avril 1498 et mort à Mantoue le 30 novembre 1526, est un célèbre condottiere italien de la branche cadette Popolano (ou Trebbio) de la famille Médicis. Il est connu à son époque sous le nom d'Invincible Giovanni. Seul membre de l'illustre lignage des Médicis à avoir fait carrière comme condottiere, il est considéré par nombre d'historiens comme le dernier des grands condottieres italiens et est témoin du déclin de la cavalerie lourde. Il était considéré par Nicolas Machiavel comme le seul capable de défendre les États italiens de la descendance de Charles Quint et capable d’unifier l’Italie. Il est le père du premier grand-duc, Cosme Ier de Toscane.

## Biographie

### Enfance et jeunesse
Descendant du côté maternel du célèbre chef Giacomo Attendolo, Jean de Médicis est le fils du florentin Jean de Médicis dit le Popolano, issu d'une branche cadette de la famille, et de Catherine Sforza, l'une des plus célèbres femmes de la Renaissance italienne, la « guerrière » de Forlì et d'Imola, qu'elle a défendues avec acharnement contre César Borgia dans sa forteresse de Forlì. Il est d'abord prénommé Ludovic en l'honneur de son oncle Ludovic Sforza, duc de Milan, mais à la mort de son père, survenue alors qu'il a quelques mois, sa mère change son nom pour Giovanni.
Il passe son enfance dans un couvent où sa mère est prisonnière de Cesare Borgia. En 1509, Catherine Sforza meurt ; Luffo Numai, son premier tuteur, étant également décédé, la tutelle du jeune homme passe au chanoine Francesco Fortunati et au richissime banquier florentin Jacopo Salviati, époux de Lucrèce de Médicis, fille de Laurent de Médicis dit le Magnifique. Jacopo Salviati doit souvent remédier aux nombreux excès du garçon par sa propre autorité et sa renommée, mais en 1511, il ne peut lui éviter d'être banni de Florence pour le meurtre d'un de ses pairs dans une dispute entre bandes de garçons, interdiction retirée l'année suivante. Lorsque Salviati est nommé ambassadeur à Rome en 1513, Jean le suit et y est engagé dans la garde suisse pontificale grâce à l'intercession de Salviati auprès du pape Léon X, son parent Jean de Médicis qui vient d'être élu pape le 11 mars de la même année.
Un affrontement qui a lieu sur le pont Saint-Ange entre lui et certains de ses nouveaux amis romains contre un groupe plus important d'hommes armés appartenant à Camillo Orsini le rend célèbre. Jean se jette contre le commandant de ce groupe, connu sous le nom de « Brancaccio », et le tue. La nouvelle fait sensation, car la victime est un homme habitué à la guerre, qui a servi avec plusieurs condottieri : le fait que Jean, à peine âgé de dix-sept ans, l'ai passé au fil de l'épée, rend le jeune homme célèbre. Jacopo Salviati décide d'éloigner son filleul de Rome et l'envoie à Naples, même pour une courte période. Étant donné que là aussi le comportement belliqueux du garçon ne change pas, il ne peut rien faire d'autre que de le renvoyer à Florence.

### Au service du pape

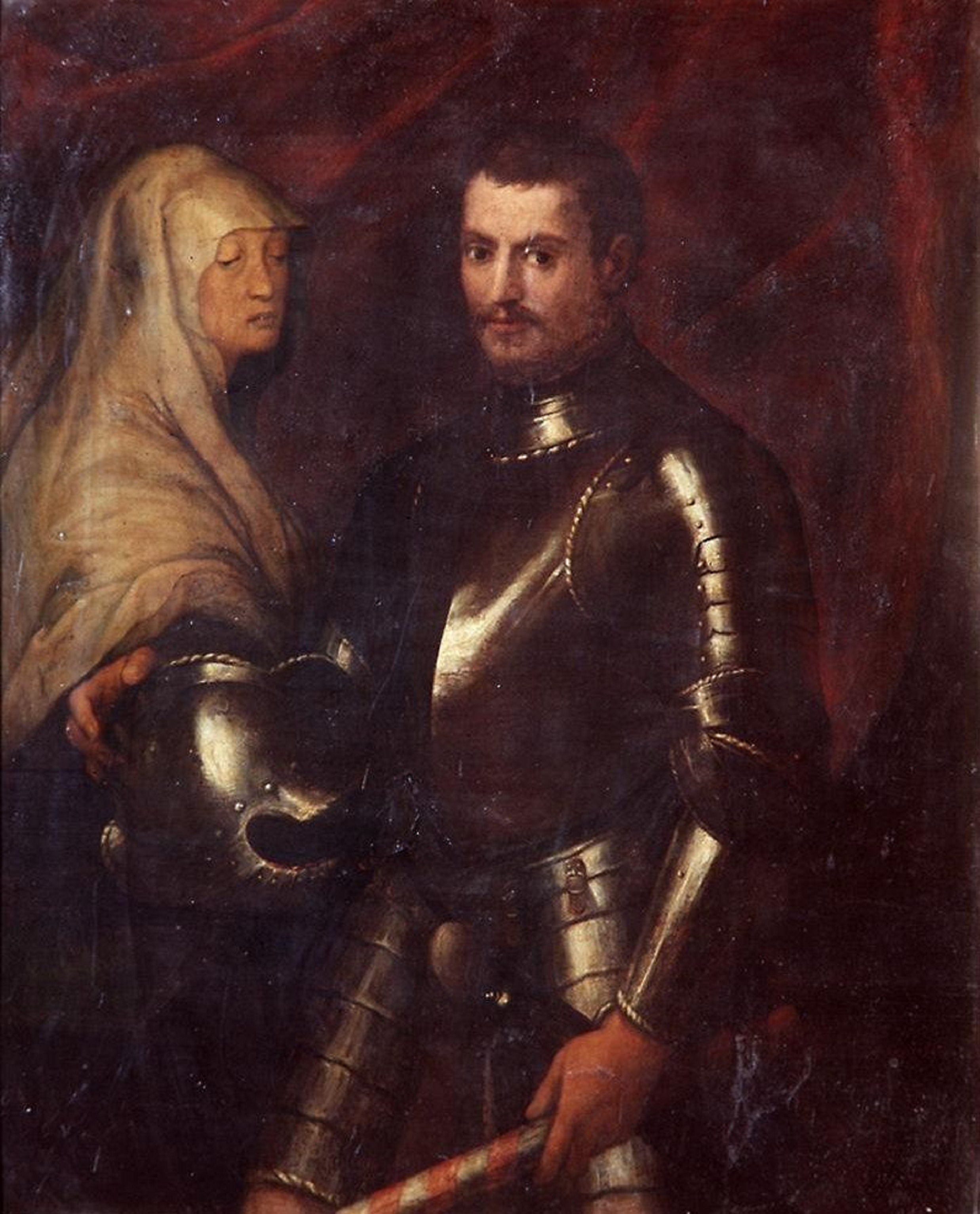
Giovanni Battista Naldini, Portrait en armure de Ludovico de' Medici avec sa femme Maria Salviati, musée des Offices.

Le pape veut s'emparer du duché d'Urbin pour le donner à son frère Julien de Médicis. Il confie à Jean, qui n'a pas encore 18 ans, une troupe de cent cavaliers. Son baptême du feu a lieu le 5 mars 1516 dans la guerre contre Urbino et son duc François Marie Ier della Rovere, guerre qui dure seulement 22 jours, après quoi Francesco Maria Ier Della Rovere se rend, permettant au pape de s'emparer d'Urbino et de Fermo.
Il crée sa propre compagnie, les Bande Nere. Malgré sa nature agitée, Jean réussit à enseigner aux hommes de sa compagnie — indisciplinés, brutaux et individualistes — la discipline et l'obéissance. Un accent particulier est mis sur l'esprit de corps, qui fait alors particulièrement défaut. Les nouveaux arrivants reçoivent une formation spéciale, souvent dispensée par Jean lui-même ; les traîtres sont souvent condamnés à mort. Il a également eu l'occasion d'observer, avec une perspicacité qui le caractérise, le déclin de la cavalerie lourde. Lors de la création de sa compagnie, il choisit donc d'utiliser des chevaux petits et légers, de préférence turcs ou barbes, adaptés aux tâches tactiques telles que les escarmouches d'avant-garde ou les embuscades ; il a identifié la mobilité comme l'arme la plus utile à utiliser.
Le 15 novembre 1516, il épouse Maria Salviati, fille de Jacopo Salviati et petite-fille de Laurent le Magnifique, qui lui donne un fils, Cosme, qui deviendra grand-duc de Toscane sous le titre de Cosme Ier. En épousant Marie, il unifie idéalement les deux principales branches des Médicis, fondant sur ces deux piliers la lignée grand-ducale qui gouverne Florence et le grand-duché de Toscane pendant deux siècles. Par sa descendante Marie de Médicis, Jean est aussi l'ancêtre des rois de France à partir de Louis XIII.
En 1520, il vainc plusieurs seigneurs rebelles des Marches, dont Lodovico Euffreducci, tué au combat près de Falerone. En 1521, Léon X s’allie avec l’empereur Charles Quint contre François Ier, pour permettre aux Sforza de redevenir maîtres de Milan et d’occuper les villes perdues de Parme et Plaisance ; Jean est embauché et placé sous le commandement de Prospero Colonna.
Cette année-là, il vient en aide à sa demi-sœur Bianca Riario avec ses troupes. Née du premier mariage de sa mère Catherine Sforza avec Girolamo Riario, elle a pris soin de Jean à l'époque où Catherine est prisonnière du pape au château Saint-Ange. En 1521, Bianca, veuve et héritière de Troilo Ier, est harcelée par un parent, Bernardo de' Rossi, évêque de Trévise, qui revendique des droits sur les biens de San Secondo Parmense. En 1522, Jean est confronté à la bataille de San Secondo aux Médicis, qui occupent ses terres et rend le comté à sa demi-sœur. A cette époque, il semble qu'il rencontre une de ses amantes, Camilla de' Rossi, fille de Troilo I de' Rossi et de Bianca (et donc sa nièce) lors d'un séjour à Reggio d'Émilie, au cours duquel il rencontre également le poète Pierre l'Arétin fuyant Rome, qui le suit désormais et reste son ami jusqu'à sa mort à Mantoue en 1526.
En novembre, il participe à la bataille de Vaprio d'Adda: il traverse le fleuve Adda contrôlé par les Français et les met en fuite ouvrant la route pour Pavie. Son succès est total : Pavie, Parme et Plaisance tombent après Milan.

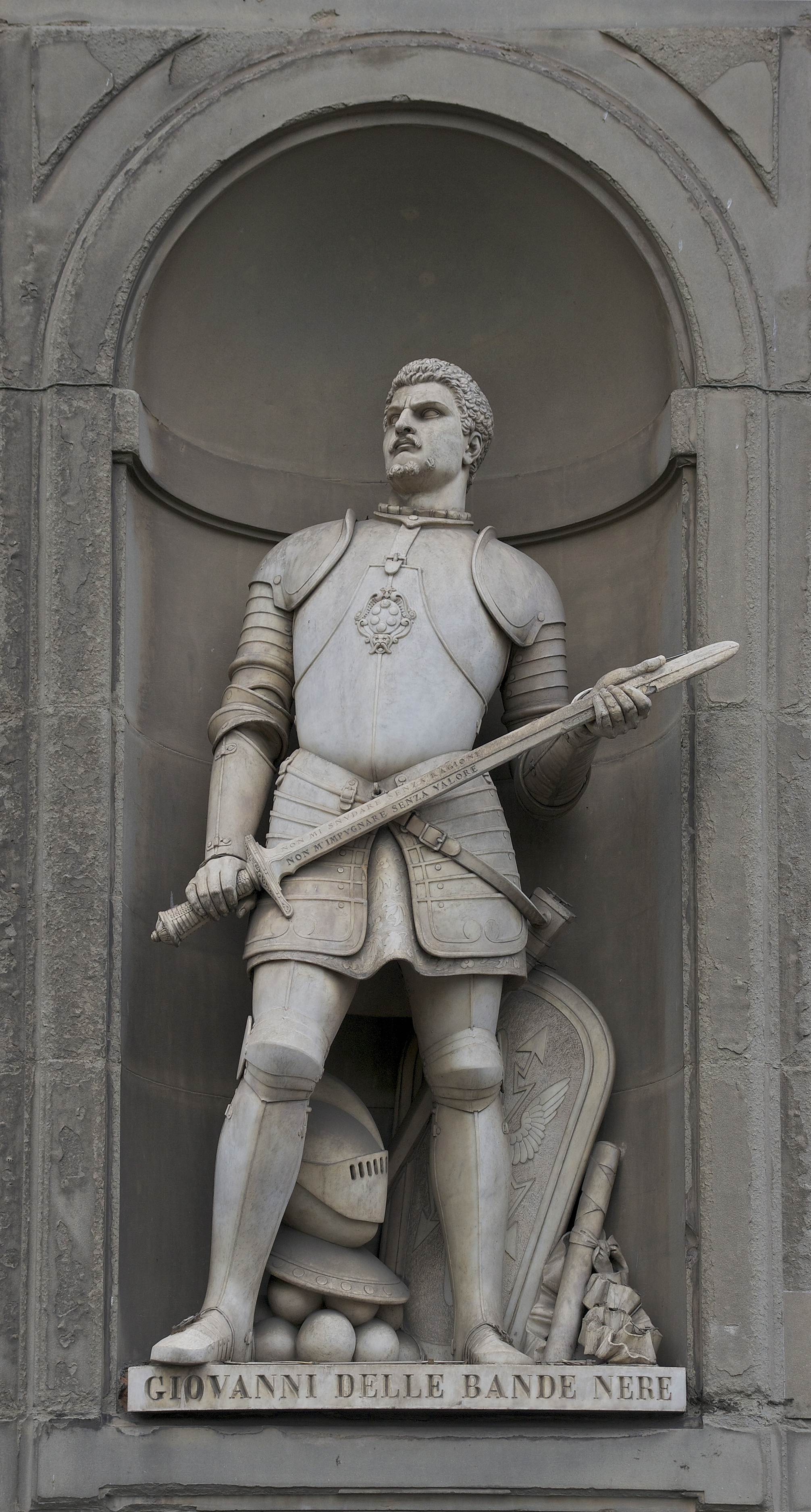
Statue de la Galerie des Offices de Florence, face à l'Arno.

Le 1er décembre 1521, Léon X meurt ; en signe de deuil, il fait noircir ses bannières qui étaient blanches et violettes : il en tirera son surnom de « Jean des Bandes Noires ». Le nouveau pape Adrien VI est hostile aux Médicis. Le condottiere est réduit au chômage et doit continuer à entretenir une troupe importante dans son camp de Reggio d'Émilie ce qui l'amène à accumuler les dettes. Il se met quelque temps au service de Florence, sans reconnaissance de la part de ses concitoyens. En 1522, il est engagé par les Français et participe au siège de Pavie et à la bataille de la Bicoque.
En août 1523, il est engagé par les Impériaux ; en janvier 1524, il attaque le camp du chevalier Bayard, qui dormait la nuit, le mettant en fuite et faisant prisonnier plus de trois cents soldats. Par la suite, il affronte les Suisses, l'infanterie la plus redoutée de l'époque, qui entre-temps sont descendus de la Valteline pour aider les Français ; Jean les a vainc à Caprino Bergamasco, forçant l'armée française à quitter l'Italie. Pendant ce temps à Rome, Jules de Médicis, cousin du père de Jean, devient pape sous le nom de Clément VII. Les Français lui ayant alors fait des offres attrayantes, il combat sous les ordres d'Odet de Foix. Clément VII, accepte de payer ses dettes s'il retourne auprès de François Ier. Celui-ci le couvre alors d'honneurs.
Jean rejoint les troupes françaises en 1524, lorsque François Ier entre de nouveau en Italie pour une campagne militaire et revient en Lombardie, s'alignant à proximité de Pavie, où il subit sa fameuse et amère défaite, puis l'emprisonnement. La compagnie de Jean ne participe pas à la bataille de Pavie : lors d'une escarmouche le 18 février 1525, il « fut grièvement blessé au tibia de la jambe par une arquebuse ». Les événements de février 1525 sont souvent confondus avec ceux de novembre 1526, quand, il est de nouveau blessé à la cuisse par un coup de feu de fauconneau. Même Pierre l'Arétin, dans la très célèbre lettre (no 4 du premier livre) donne la même version : « ... voici (hélas) un mousquet qui frappe sa jambe déjà blessée par l'arquebuse... ».
Jean est immédiatement transporté à Plaisance, comme le rapporte Maestro Abramo, le médecin envoyé par le marquis de Mantoue, mais le 7 mars, il arrive dans la région de Parme, dans le château de sa sœur, Blanche Riario épouse Rossi, à San Secondo Parmense. Au mois de mai, il se rend à Venise, où il peut bénéficier, dans la dernière partie de sa convalescence, des thermes bienfaisants d' Abano Terme, à proximité. Sa compagnie ne participe donc pas à la bataille de Pavie. Il assiste impuissant à la défaite des Français et à la capture du roi. Certaines de ses Bandes noires le suivent, les autres sont dissoutes. A Venise, il aurait pu se mettre au service de la Sérénissime, mais il se montre trop rebelle et refuse.

### Blessures et décès

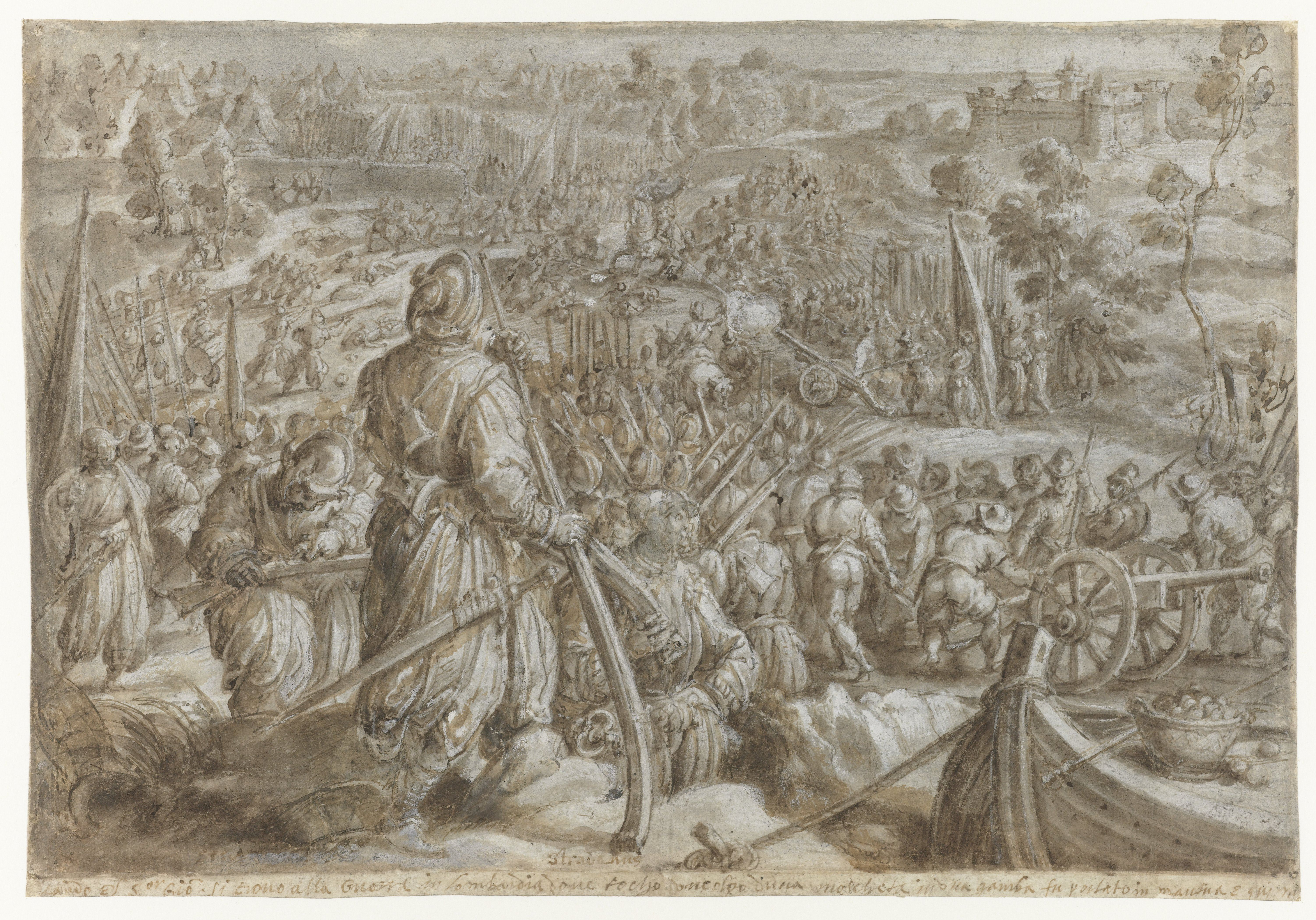
Jan van der Straet, La mort de Giovanni delle Bande Nere lors de la bataille sur la plaine de Governolo près de la rive du Mincio, gravure, 1570-1583.

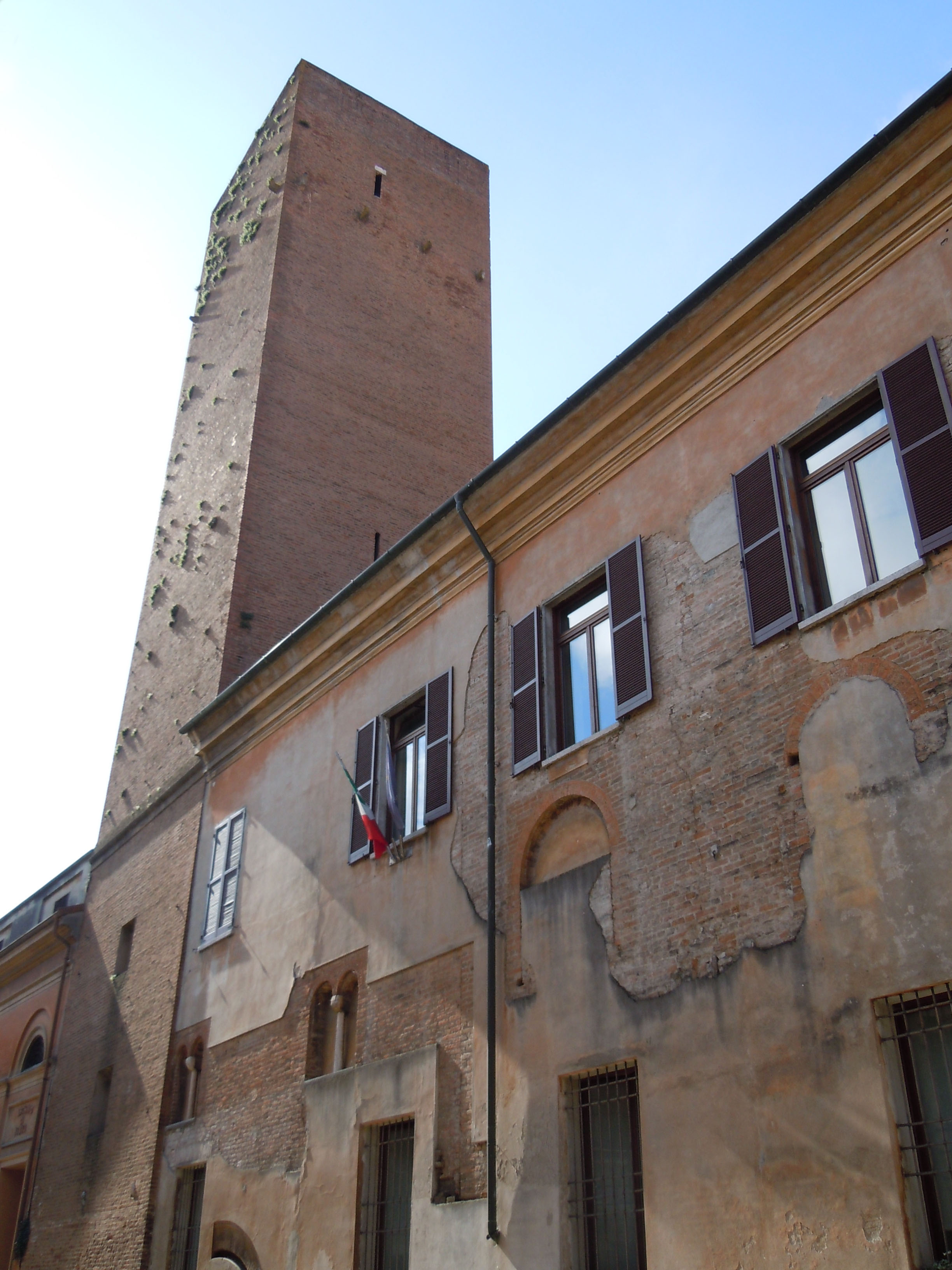
Palais de Louis-Alexandre de Castiglione à Mantoue avec la tour Gambulini, où mourut Jean des Bandes Noires.

En 1526, le roi François Ier est libéré ; en mai, naît la Ligue du Cognac contre l'Empire. Clément VII se range du côté du roi français et Jean se voit confier le commandement des troupes papales. Le 6 juin, François Marie Ier della Rovere, commandant en chef, décide l’abandon de Milan, mais Jean refuse d’exécuter l’ordre et attaque les arrière-gardes de l’ennemi au confluent du Mincio avec le Pô, mettant en déroute les lansquenets de Georg von Frundsberg, qui descendent en Italie pour punir le pape.
Les troupes germaniques, descendant par la vallée de Chiese, traversent l'État des Gonzague, entrant par Curtatone del Serraglio, avec le consentement du marquis Frédéric II de Mantoue. Le soir du 25 novembre, au cours d'une violente bataille près de Governolo, hameau de Roncoferraro, Jean est gravement blessé au tibia d’un coup de fauconneau allemand (probablement fourni par Alphonse Ier d'Este, ce qui lui cause une blessure très grave.
Il est immédiatement transporté à San Nicolò Po, mais aucun médecin ne peut être trouvé. Il est alors transporté à Mantoue au palais de Louis-Alexandre de Castiglione,,, membre de la Maison de Gonzague et marquis de Castel Goffredo , où le chirurgien Abraham Arié, qui l'a déjà soigné avec succès deux ans plus tôt, lui ampute la jambe. Pour réaliser l'opération, le médecin demande à dix hommes de maintenir Jean au sol. A ses côtés se trouve son lieutenant Lucantonio Coppi. Pierre l'Arétin, témoin oculaire, décrit ses dernières heures dans une lettre à Francesco Albizi.
Cependant, la gangrène est imparable et conduit en quelques jours à sa mort. Le vaillant chef meurt le 30 novembre 1526 et est enterré entièrement armé dans l'église Saint-François de Mantoue,,. En 1685, le corps est déplacé dans la crypte des chapelles des Médicis à Florence, à côté de son épouse Maria Salviati.
Jean, à l'agonie, pense d'abord confier le commandement des troupes à Lucantonio Coppi, l'un de ses soldats les plus fidèles, ou à son neveu Pier Maria III de' Rossi de San Secondo Parmense, fils de sa sœur Bianca Riario, mais en vain : sans leur chef et son charisme, ses troupes se dispersent. Elles seront reconstituées l'année suivante sous le commandement d'Orazio di Giampaolo Baglioni et participeront à la campagne du maréchal de Lautrec dans le royaume de Naples.

## Postérité

### Au cinéma
- Giovanni dalle Bande Nere, de Mario Caserini (1910)
- Condottieri, Giovanni delle bande nere, de Luis Trenker (1937)
- Le Chevalier de la violence (Giovanni dalle Bande Nere) de Sergio Grieco (1956)
- Le Métier des armes (titre original : Il mestiere delle armi) d'Ermanno Olmi, 2002